# Edificio de la municipalidad de Belgrado
El edificio de la municipalidad de Belgrado (en serbio, Zgrada beogradske opštine; cirílico: Зграда београдске општине), está situada en la calle Uzun Mirkova 1 en Belgrado, y tiene la condición de monumento cultural. Fue construido alrededor de 1846. durante el reinado del príncipe Aleksandar Karađorđević y está ubicado en el área alrededor del antiguo Gran mercado que en la segunda mitad delsiglo XIX representó el centro de la vida administrativa y educativa de la capital. Desde 1853 el edificio se menciona como hotel llamado„Corona de Serbia“ („Srpska kruna“).Hotel dejó de funcionar en 1869 y el nombre de „Corona de Serbia“ se aplicó a la posada en la calle Knez Mihailova 56ª. Durante un período de casi un siglo la mansión en el Gran mercado sirvió a las necesidades del municipio Belgrado. El edificio fue construido como un edificio de una sola planta con una fachada principal clásica, cuya simetría se consiguió mediante un resalte central de poca profundidad con un ático de ladrillo sobre la cornisa del techo. Las modificaciones y la construcción de una planta nueva en 1928 cambiaron significativamente la apariencia del edificio. La fachada de hoy de piedra superficial está dominada por unas pilastras acanaladas monumentales y ventanas con lunetas.
Hoy en día en el edificio se encuentra Cinemateca yugoslava.

## Historia
El edificio del antiguo municipio de Belgrado fue construido como residencia del príncipe Aleksandar Karađorđević, en el centro de la villa de Belgrado, que estaba destinado a la construcción de edificios públicos y representativos. Poco después de la construcción del edificio, probablemente en 1853 el edificio fue alquilado para la posada.Como el propietario del edificio fue el príncipe, la posada obtuvo el derecho al nombre "Corona de Serbia". En un primer momento sus residentes fueron sólo extranjeros. Desde 1853 el edificio se menciona como otro hotel en Belgrado llamado "Nuevo edificio"(„Novo zdanje“) o "Corona de Serbia", en el que residían los huéspedes más distinguidos y fue escenario de importantes acontecimientos históricos, culturales y sociales. Ahí se llevaron a cabo bailes, representaciones teatrales, actuaciones musicales y exposiciones de arte. El hotel ganó rápidamente una reputación.En1868 el príncipe Aleksandar Karađorđević como el principal sospechoso en la organización del asesinato del príncipe Mihailo Obrenović fue condenado a veinte años de prisión y fue aprobada la ley a base de la cual todos sus bienes inmuebles en Serbia tuvieron que ser vendidos. Sobre esta base, la "Corona de Serbia" fue vendida al municipio de Belgrado para alojamiento de la Corte Municipal. Antigua empresa cedió el título, con la aprobación del Ministerio del Interior, a la posada al final de la calle Knez Mihailova, frente a la fortaleza de Belgrado, que fue abierta justo en ese momento. A partir de ese momento, después de casi cien años, el desarrollo de la administración de la ciudad está vinculada a este edificio. Desde 1839.  de la Ley, que define la organización del municipio, Belgrado tiene un tratamiento especial que mantendrá a través de todos los cambios con los cuales algunas leyes regularán la cuestión de la administración municipal. A pesar de que la institución del gobierno municipal se desarrolló en paralelo con el desarrollo de la administración del Estado,edificio del municipio del Belgrado representaba el poder municipal.Después de la Primera Guerra Mundial, cuando Belgrado se convirtió en la capital del estado mucho más grande, edificio municipal no fue suficiente para dar cabida a todos sus departamentos. Por lo tanto, se decidió construir un nuevo edificio representativo.A pesar de la decisión la permanente falta de fondos impidió la construcción de nuevo edificio. Por eso en 1928 se decidió de añadir una nueva planta a base de la ya existente. El proyecto se realizó en el Departamento de Ingeniería Civil de la Municipalidad. El edificio restaurado fue inaugurado oficialmente con motivo del décimo aniversario de la unificación de los serbios, croatas y eslovenos en un estado el 1 de diciembre de 1928. El municipio llamado entonces la Asamblea de la ciudad de Belgrado fue ubicada en este edificio hasta 1961.De 1961 a 1992 Oficina de patentes. En 1992 el edificio fue asignado a la Cinemateca yugoslava que fue totalmente renovada y adaptada a las nuevas necesidades. Fue inaugurado en 2011.Entre eventos especiales relacionados con el edificio en la calle Uzun Mirkova debe mencionarse la recepción con motivo de la Asamblea de San Andrés, asignación de la orden de la Legión de Honor en 1920 y el juicio del general Ler y altos oficiales alemanes en 1945.

## Arquitectura
El edificio del antiguo municipio de Belgrado fue construido como edificio de una sola planta, elaborado con los elementos estilísticos del clasicismo y romanticismo. La base del edificio tenía la forma de cuadrilátero irregular dictada por la forma del terreno. En el edificio había una cafetería y un restaurante, 12 habitaciones para los viajeros, 4 habitaciones y 1 habitación para huéspedes, la cocina, la lavandería, un establo para 30 caballos, bodega, bodega para la madera y cobertizo para el coche. Cuando se añadió una planta más en 1928, la construcción fue completamente remodelada de acuerdo con los principios que rigen la arquitectura académica entre las dos guerras. La necesidad de representatividad se adquirió mediante una serie de columnas en la planta baja y la colocación de las esculturas que representan a los senadores en las consolas entre las ventanas del primer piso. El autor de las esculturas fue el escultor Dragomir Arambašić. En elinterior se destacaba especialmente la sala de reuniones del Ayuntamiento dominada por relieves de poca profundidad y frescos con representaciones de Belgrado, la obra de Živorad Nastasijević. Mientras tanto, las esculturas desaparecieron de las fachadas y los frescos fueron cubiertos con escudos de armas. El edificio fue completamente renovado para las necesidades de la Cinemateca yugoslava. El interior es la obra del arquitecto Paul Vasev. Zgrada Belgrado en 1983 fue declarado monumento cultural como un representante del desarrollo de la autonomía municipal en Serbia.